# 喬治敦 (印地安納州卡斯縣)
喬治敦（英語：Georgetown）是位於美國印地安納州卡斯縣的一個非建制地區。該地的面積和人口皆未知。

## 地理
喬治敦的座標為40°44′26″N 86°30′17″W / 40.74056°N 86.50472°W，而該地的平均海拔高度為181米（即594英尺）。